# Les Corsaires du bois de Boulogne
Pour plus de détails, voir Fiche technique et Distribution.
Les Corsaires du bois de Boulogne est un film français de Norbert Carbonnaux sorti en 1954.

## Synopsis
Avides d'argent et de gloire, trois chanteurs des rues sans public, Hector Colomb, Adèle et Cyprien, s'inspirent des exploits de Thor Heyerdahl et d'Alain Bombard pour attirer l'attention sur eux en devenant des « naufragés volontaires ». Dans ce but, ils commencent par abattre plusieurs arbres dans le bois de Boulogne. La police intervient et embarque par erreur avec Hector et Cyprien, la fille de l'industriel Grossac. Celui-ci décide de financer la construction par les chantiers navals de Saint-Tropez, du radeau L'Orthodoxe, à partir de troncs d'arbres du bois de Boulogne.
Cyprien prend des leçons de navigation pour se préparer à remplir ses futures fonctions de capitaine. Mais lorsque le radeau est lancé à Saint-Tropez, il coule dans le port. Le trio songe à abandonner et à regagner Paris, mais la seconde tentative sera la bonne.
Après plusieurs mois de mer, le radeau reviendra de lui-même à son point de départ, et s'échouera sur une plage voisine de Saint-Tropez. Une publicité bien orchestrée assurera cependant aux « naufragés volontaires » un retour triomphal à Paris. Ils feront fortune en conseillant et aidant tous ceux qui seront tentés par une aventure similaire, et Cyprien épousera Caroline Grossac.

## Fiche technique
- Titre : Les Corsaires du bois de Boulogne
- Réalisation : Norbert Carbonnaux, assisté de Georges Lautner et Yannick Andréi
- Scénario, adaptation et dialogues : Norbert Carbonnaux et Fred Kassak (non crédité)[1]
- Photographie : Pierre Petit
- Son : Julien Coutellier, assisté de Jean Bareuil et Jeanne Vissière
- Montage : Marinette Cadix, assistée d'Olivier Grégoire
- Musique : Norbert Glanzberg
- Production : Pierre Chicherio
- Société de production : Pecefilms
- Société de distribution : Sofradis
- Format : Noir et blanc - 35 mm - 1,37:1 - Son mono
- Genre : Comédie
- Durée : 77 minutes
- Date de sortie :  6 août 1954
- Visa d'exploitation : 14387

## Distribution
- Raymond Bussières : Hector Colomb, chanteur des rues
- Annette Poivre : Adèle, chanteuse des rues
- Christian Duvaleix : Cyprien, chanteur des rues
- Jean Ozenne : Marcel Grossac, industriel
- Denise Grey : Mme Grossac, sa femme
- Véra Norman : Caroline Grossac, sa fille
- Louis de Funès : le commissaire de police
- Sophie Sel : la domestique des Grossac
- Jess Hahn : le marin américain
- Mario David : l'athlète qui court au bois
- Jack Ary : un gendarme
- Christian Brocard : le crieur de journaux
- Laure Paillette : la patronne du café
- Georges Lautner : le radio amateur
- Le Rampeü de Saint-Tropez et l'union philharmonique des Maures

## Production
Le tournage a eu lieu du 12 novembre au 12 décembre 1953.